# Josep Planagumà i Bagué
Josep Planagumà i Bagué (Amer, 26 d'octubre de 1893 - Barcelona, 1954) va ser un pedagog i mestre català.
Estudià magisteri a Girona i el 1919 es traslladà a Calella on exercí de mestre. L'any 1922 es traslladà a Malgrat, on assumí la direcció de les Escoles Fonlladosa fins al 1934.
Fou un mestre d'escola notable que va assumir en un moment de la seva vida una consciència de pedagog damunt tota la societat. La seva preocupació per l'educació del poble, per la cultura pròpia del país, per la renovació de l'ensenyament i, sobretot, el seu tarannà filantròpic, el dugueren a ser un dels principals impulsors junt amb Francesc Fontrodona, l'any 1930, de l'entitat Acció Cultural Malgratenca, estretament vinculada al Centre Català Republicà de Malgrat de Mar. Des d'aquesta institució organitzaren conferències, editaren una revista de nom Ciutadania, organitzaren cursos de gramàtica catalana per a tota la població, una biblioteca circulant, sortides amb finalitat educativa, lectures comentades, una secció excursionista, entre d'altres.
Quan va esclatar la Guerra Civil Espanyola, Josep Planagumà va ser l'encarregat d'endegar el projecte dissenyat per la Generalitat de Catalunya del Consell de l'Escola Nova Unificada en el període 1936-1939 a la població malgratenca. Essent-ne el director va poder impulsar les noves línies educatives tot instaurant una pedagogia molt moderna, que en tot moment van tenir el suport del consistori i de la població en general. Va preparar un equip de mestres competent, alguns d'ells sense titulació però de gran vàlua. Ateses les circumstàncies revolucionàries del moment i les necessitats econòmiques d'aquell enorme projecte educatiu, es van decretar nous impostos i especialment diverses pressions als propietaris eminents de la població perquè aportessin diners al projecte. Els tràgics fets que es visqueren i el desenllaç final de la Guerra Civil Espanyola, van dur el mestre Planagumà a la presó de l'any 1939 al 1941. Així mateix se li va prohibir d'exercir de mestre mai més i va estar vigilat fins a la fi dels seus dies.
Morí al seu domicili de Barcelona d'una embòlia cerebral l'any 1954.